# Faul taktyczny
Faul taktyczny – w piłce nożnej rozmyślny faul popełniany w celu zatrzymania akcji przeciwnika. Jego głównym celem jest zatrzymanie dobrze rozwijającej się akcji zespołu przeciwnego, zazwyczaj w znacznej odległości od własnej bramki. 
Faul taki popełnia się przez popchnięcie, przytrzymanie bądź kopnięcie przeciwnika, choć zauważa się, że może dotyczyć każdego członka drużyny, nie tylko tego z piłką. Korzyścią z takiego postępowania jest zatrzymanie rozpędzonego zawodnika, przez co później przeciwnikowi łatwiej będzie odebrać piłkę, a także możliwość powrotu i nowego ustawienia własnych zawodników. Kolejną korzyścią jest upływ czasu, zwłaszcza jeśli wynik oparty jest na jednej bramce przewagi.  
Strona poszkodowana otrzymuje rzut wolny. Ponadto faul taki karany jest przez sędziego karą indywidualną wymierzaną zawodnikowi faulującemu adekwatnie do jego oceny sytuacji. Sędziowie dzielą te faule według tego, czy dochodzi tylko do zatrzymania obiecującego ataku (ang. Stop a Promising Attack, SPA), czy do przerwania realnej szansy na zdobycie bramki (ang. Denying an Obvious Goal-Scoring Opportunity, DOGSO). W pierwszym przypadku dochodzi do ukarania zawodnika atakującego żółtą kartką. Taka korzyść nie rekompensuje jednak stronie poszkodowanej straty. Zauważa się, że idea faulu taktycznego zmierza do poświęcenia dobra jednego zawodnika na rzecz dobra drużyny. W przypadku drugiego z opisanych rodzajów fauli, to jest DOGSO, przyznaje się czerwoną kartkę zawodnikowi faulującemu. W tym ostatnim przypadku, dzieje się to na przykład kiedy piłkarz atakujący został nieprzepisowo zatrzymany w sytuacji, gdy wychodził na pozycję sam na sam z bramkarzem. Okoliczności każdorazowo rozpatruje jednak sędzia. 